# Steatoda quinquenotata
Steatoda quinquenotata là một loài nhện trong họ Theridiidae.
Loài này thuộc chi Steatoda. Steatoda quinquenotata được John Blackwall miêu tả năm 1865.